# CM (telecombedrijf)
CM.com is een Nederlands bedrijf dat communicatie- en betaaldiensten levert.

## Activiteiten
CM.com levert de techniek om een sms te kunnen versturen en mobiele betaaldiensten te verwerken. Hierdoor wordt het mogelijk dat bedrijven zoals televisiezenders, overheid, banken en content providers, sms-berichten kunnen versturen naar consumenten en mobiele betalingen kunnen afhandelen. In 2024 telde het bedrijf 24 vestigingen in 15 landen en had ongeveer 720 werknemers in dienst. Het hoofdkantoor zetelt in Breda.

### Resultaten
CM.com leed voor de beursgang bescheiden verliezen, maar daarna begon het aan een sterke expansie, leidende tot een sterke stijging van de omzet en het personeelsbestand. De verliezen liepen op waardoor het eigen vermogen scherp daalde, van 101 miljoen per eind 2020 naar 7 miljoen euro op 31 december 2024. In 2022 werd het beleid aangepast en is de focus minder gericht op groei en meer op winst. In de cijfers over 2023 en 2024 werden hiervan de effecten zichtbaar, de omzet en het aantal medewerkers daalden waardoor het verlies minder hoog uitkwam dan in 2022.
| Jaar | Omzet         | EBITDA        | Netto- resultaat | Werknemers (in fte) |
| Jaar | (× € miljoen) | (× € miljoen) | (× € miljoen)    | Werknemers (in fte) |
| ---- | ------------- | ------------- | ---------------- | ------------------- |
| 2018 | 84,6          |               | 0,2              |                     |
| 2019 | 96,3          | 3,9           | −1,8             | 266                 |
| 2020 | 141,6         | −1,5          | −13,0            | 500                 |
| 2021 | 237,0         | −3,7          | −17,5            | 755                 |
| 2022 | 283,2         | −26,5         | −44,7            | 991                 |
| 2023 | 266,2         | −2,7          | −28,7            | 720                 |
| 2023 | 274,2         | 16,5          | −19,8            | 666                 |

Bedrijven die vergelijkbare diensten aanbieden zijn het Amerikaanse Twilio en Bird.

## Geschiedenis
Het bedrijf is in 1999 opgericht door twee studenten Jeroen van Glabbeek en Gilbert Gooijers die elkaar hadden leren kennen op het Mencia de Mendozalyceum in Breda. Beiden besloten om Technische Bedrijfskunde te gaan studeren aan de Technische Universiteit Eindhoven. Tijdens deze opleiding kwamen ze op het idee om een systeem voor betaalde groeps-sms-berichten te maken en te gaan verkopen.
Als naam voor hun bedrijf bedachten ze de afkorting CM dat staat voor Club Message, een systeem dat men opzette voor hun eerste klant discotheek Highstreet in het Belgische Hoogstraten.
In combinatie met de opkomst van de mobiele telefonie bleek het concept een schot in de roos. Binnen twee jaar had het bedrijf bijna duizend discotheken als klant. Snel breidde het netwerk uit tot klanten in de transport- en uitzendsector. Daarna kwam het succes in de mediawereld en regelde het bedrijf het sms-verkeer voor grote evenementen zoals het Songfestival en Dancing with the Stars. In 2020 werd het succes uitgebreid met de kaartverkoop van de Grand Prix Formule 1 van Nederland in Zandvoort.
In 2018 deed het bedrijf een eerste poging tot een beursgang in Amsterdam om kapitaal op te halen, maar deze ging niet door wegens een gebrek aan animo bij beleggers. Daardoor kwam het doel om 100 miljoen euro op te halen in gevaar. Door het overnemen van de beursnotering van special-purpose acquisition company (“SPAC”) Dutch Star Companies One (DSCO, eigendom van voormalig Delta Lloyd-topman Niek Hoek) werd de beursgang in 2020 alsnog een feit. Grootaandeelhouders werden het bedrijf DSCO samen met investeringsfonds Teslin voor ongeveer een derde van de aandelen.
Na de beursgang volgden overnames van betalingsdienstverlener PayPlaza, Yourticketprovider, Global Ticket, CX Company en RobinHQ. De koers bereikte een piek van 45 euro per aandeel en in 2021 was CM.com korte tijd meer dan € 1 miljard waard op de beurs.
In september 2021, haalde CM.com met een converteerbare obligatielening een bedrag op van € 100 miljoen. De rente op deze lening was 2% per jaar en de conversieprijs is € 53,30. In februari 2023 zakte de aandelenkoers onder de € 10 en is daar niet meer bovengekomen. De lening zou in september 2026 afgelost moeten worden, maar begin 2025 deed het bedrijf een geslaagd bod, van 87%, op al deze obligaties. Voor deze vervoegde aflossing werd een krediet van € 80 miljoen afgesloten bij drie banken, maar tegen een veel hogere rente van EURIBOR + 5%. Verder gaf het bedrijf voor € 20 miljoen aan nieuwe aandelen uit.

## Trivia
Het bedrijf was van 2015 tot 2020 hoofdsponsor van de profvoetbalclub NAC uit Breda en is sinds 2020 naamgevend sponsor van het Circuit Zandvoort.